# The Romantics
The Romantics är en amerikansk rockgrupp från Detroit. Gruppens namn kommer av att gruppen bildades på Alla hjärtans dag 1977.
The Romantics var framför allt populära under första halvan av 1980-talet. De hade bland annat en hit med låten Talking in Your Sleep från albumet In Heat (1983).

## Medlemmar

### Nuvarande medlemmar
- Wally Palmar – sång, gitarr, munspel (1977–)
- Mike Skill – sologitarr, bakgrundssång (1977–1981, 2003, 2011–), basgitarr, bakgrundssång (1982–)
- Rich Cole – basgitarr (1977–1982, 2010–)
- Brad Elvis – trummor, slagverk (2004–)

### Tidigare medlemmar
- Coz Canler – sologitarr, bakgrundssång (1981–2011)
- Clem Burke – trummor, slagverk (1990–1996, 1997–2004, 2010)
- Jimmy Marinos – trummor, slagverk, sång (1977–1985, 1996–1997)
- David Petratos – trummor, slagverk, bakgrundssång (1985–1990)
- Barry Warner – keyboard, bakgrundssång (1985–1986)

## Diskografi

### Studioalbum
- 1980 – The Romantics
- 1980 – National Breakout
- 1981 – Strictly Personal
- 1983 – In Heat
- 1985 – Rhythm Romance
- 2003 – 61/49

### Livealbum
- 1996 – King Biscuit Flower Hour
- 2000 – Live
- 2001 – Live: One Night Stand
- 2002 – What I Like About You

### EP
- 1979 – Romantics
- 1993 – Made in Detroit

### Singlar (urval)
- 1979 – "What I Like About You" / "First in Line" (US #49)
- 1983 – "Talking in Your Sleep" / "Rock You Up" (US #3, US Main Rock #2, US Dance #1)
- 1983 – "One in A Million" / "Do Me Anyway You Wanna" (US #37, US Main Rock #22, US Dance #21)
- 1985 – "Test of Time" / "Better Make a Move" (US #71, US Main Rock #44)
- 1985 – "Mystified" / "Make It Last" (US Dance #42)